# Shuangfeng Shan
Shuangfeng Shan (chinesisch 雙峰山 ‚Zwillingsgipfelhügel‘) ist ein bis zu 20 m hoher Hügel mit Doppelgipfel an der Ingrid-Christensen-Küste des ostantarktischen Prinzessin-Elisabeth-Lands. Beide Gipfel unterscheiden sich in ihrer Höhe um rund 1 m. Der Hügel ragt am nördlichen Ausläufer der Halbinsel Xiehe Bandao in den Larsemann Hills auf.
Chinesische Wissenschaftler benannten ihn 1989.